# Saint-Just-en-Brie
Saint-Just-en-Brie település Franciaországban, Seine-et-Marne megyében. Lakosainak száma 264 fő (2022. január 1.). Saint-Just-en-Brie Châteaubleau, La Croix-en-Brie, Jouy-le-Châtel, Pécy, Vieux-Champagne és Chenoise-Cucharmoy községekkel határos.

## Népesség
A település népessége az elmúlt években az alábbi módon változott:
| Lakosok száma | 231  | 236  | 246  | 240  | 241  | 238  | 247  | 255  | 264  |
|               | 2013 | 2015 | 2016 | 2017 | 2018 | 2019 | 2020 | 2021 | 2022 |